# حفرة ذات البطنين للفك السفلي

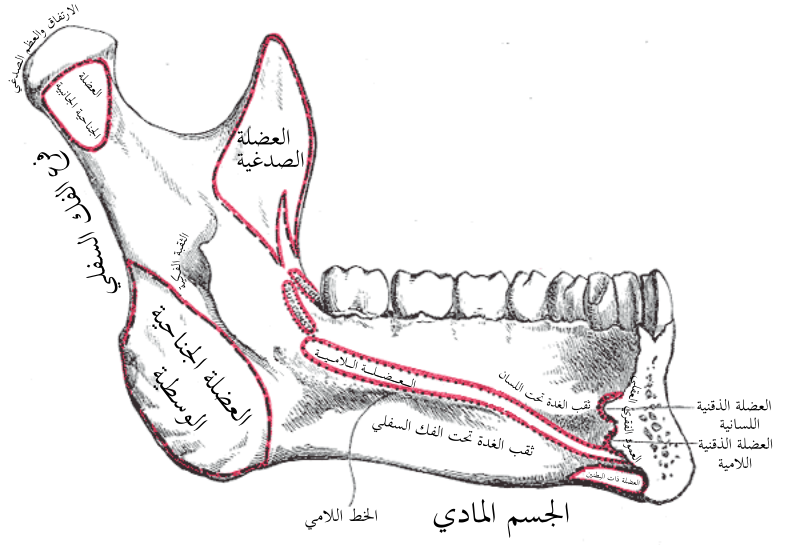
الفك السفلي ومكان ارتباط العضلات

حُفْرَةُ ذاتِ البَطْنَين للفَكّ السُّفْلِيّ (بالإنجليزية: digastric fossa of the mandible)‏ هي بُنية تشريحيّة تَشغل حَيّزًا من المَكان في السّطح الداخليّ للحافَة السُفليّة لجسم الفكّ السفليّ، قرب الخَطّ النَّاصِف ثُنائِيّ الجانِب.